# Jaguares de Chiapas
Jaguares de Chiapas is een Mexicaanse voetbalclub uit Tuxtla Gutiérrez, de hoofdstad van de deelstaat Chiapas.

## Bekende (oud-)spelers
Mexico
- Adolfo Bautista
- Carlos Ochoa
- Melvin Brown
- Alejandro Vela
- Omar Ortiz

Paraguay
- Pedro Sarabia
- Salvador Cabañas

Brazilië
- Andre Luiz
- Lenílson
- Itamar

Argentinië
- Lucio Filomeno
- Javier Cámpora

Guatemala
- Guillermo Ramirez

Chili
- Ismael Fuentes
- Francisco Silva

Costa Rica
- Óscar Rojas

Colombia
- Jackson Martínez